# دنيس فيلدمان
دنيس فيلدمان (بالإنجليزية: Dennis Feldman)‏ هو منتج أفلام ومصور وكاتب سيناريو أمريكي، ولد في 1946.

## وصلات خارجية
- دينيس فيلدمان على موقع IMDb (الإنجليزية)
- دينيس فيلدمان على موقع ألو سيني (الفرنسية)
- دينيس فيلدمان على موقع أول موفي (الإنجليزية)
- دينيس فيلدمان على موقع قاعدة بيانات الأفلام السويدية (السويدية)
- دينيس فيلدمان على موقع قاعدة بيانات الفيلم (الإنجليزية)
- دينيس فيلدمان على موقع كينوبويسك (الروسية)